# Den sicilianske vesper
Den sicilianske vesper er et navn på et oprør i 1282 mod den angevinske kong Karl 1. af Napoli på Sicilien. Karl havde med pavens støtte taget kontrollen med øen i 1266.
Baggrunden for opstanden skal bl.a. findes i den magtkamp om kontrollen med Italien, der i denne periode fandt sted mellem det tyske kejserrige, repræsenteret ved Hohenstauferne, og pavemagten. Da den sidste Hohenstaufiske konge af Sicilien Manfred blev besejret i 1266, blev kongeriget Sicilien af pave Urban 4. overdraget til Karl af Anjou.
- Wikimedia Commons har flere filer relateret til Den sicilianske vesper

38°05′59″N 13°21′47″Ø / 38.0997°N 13.3631°Ø